# Rocket League
Rocket League — аркадная гоночная игра в жанре футбола, разработанная и изданная компанией Psyonix для Windows, PlayStation 4. Выход игры состоялся 7 июля 2015 года для платформ Windows и PlayStation 4. В 2016 году игра выпускается для Xbox One и для Linux и macOS, но поддержка последних была прекращена в 2020 году. В 2017 году выпускается версия для Nintendo Switch. До конца лета 2020 года Psyonix планировала перевести игру из премиальной игры в бесплатную модель, но по непредвиденным обстоятельствам стала бесплатной только 23 сентября 2020 года.
Игра описанная как «футбол, но с ракетными автомобилями», предоставляет доступ к матчу до восьми игроков, распределённых по четыре человека в команду, используя гоночные автомобили с ракетными двигателями, чтобы ударить мячом в ворота противника и набрать очки в течение матча. Игра включает в себя однопользовательский и многопользовательский режимы, в которые можно играть как локально, так и онлайн, включая кросс-платформенную игру между всеми версиями. Более поздние обновления для игры включили возможность изменять основные правила матча и добавили новые режимы игры, в том числе основанные на хоккее и баскетболе.
Эта игра является продолжением игры 2008 года Supersonic Acrobatic Rocket-Powered Battle-Cars (сокр. SARPBC), игра 2008 года для PlayStation 3. «Боевые машины» получили неоднозначные отзывы и не имели успеха, но завоевали преданную фанатскую базу. Из-за провала, Psyonix продолжала поддерживать себя за счет контрактной разработки для других студий, одновременно стремясь разработать продолжение. Psyonix начала формальную разработку Rocket League примерно в 2013 году, улучшив игровой процесс от боевых машин. Psyonix также признала отсутствие маркетинга у Battle-Cars и занялась как социальными сетями, так и промоакциями, в том числе предлагая игру бесплатно для пользователей PlayStation Plus при выпуске игры на рынок.
Rocket League была высоко оценена за её улучшения геймплея по сравнению с Battle-Cars, а также за её графику и общую презентацию, хотя некоторая критика была направлена в сторону физического движка игры. Игра получила ряд отраслевых наград, а к началу 2018 года было продано более 10 миллионов игр и установлен внутренний рекорд в 40 миллионов игроков. Rocket League также была принята в качестве киберспорта, в котором профессиональные игроки участвуют через ESL и Major League Gaming, а также собственную серию чемпионатов Rocket League Championship Series (RLCS) Psyonix.

## Игровой процесс
Стиль игры в основном такой же, как и у Supersonic Acrobatic Rocket-Powered Battle-Cars. Игроки управляют машинкой с ракетным двигателем и пытаются забить мяч, который намного больше машинки, в ворота, получая за это очки. Игровой процесс напоминает футбольную игру с элементами гонок на выживание. Автомобили игроков имеют возможность прыгать, чтобы ударить по мячу, находясь в воздухе. Игроки также могут увеличить скорость, проводя свои автомобили через специально отмеченные места на поле, которые позволяют им быстро пересечь поле с ускорением, использовать импульс чтобы ударить по мячу, или врезаться в автомобиль другого игрока, чтобы уничтожить его. Игрок, у которого уничтожили автомобиль, возрождается возле своих ворот. Игрок также может использовать толчок, когда находится в воздухе, чтобы продвинуть себя вперед в полете, позволяя ударить по мячу в воздухе. Игроки могут изменять ориентир своего автомобиля в воздухе, который позволяет управлять полетом. Игроки также могут выполнять быстрые уклонения, заставляя автомобиль делать короткий прыжок и вращаться в заданном направлении, что может быть использовано для подталкивания мяча или получения преимущества в позиционировании над другой командой.
Матчи обычно длятся пять минут, с внезапной смертью в овертайме, если игра заканчивается при равном счете. Матчи могут проходить как один на один, так четыре на четыре в зависимости от выбранного плей-листа. Плей-листы служат конкурентом онлайн-режима Rocket League, где игроки соревнуются в различных многоуровневых рангах в течение игровых сезонов, причём победы или поражения повышают или понижают ранг игрока соответственно. Игра включает в себя однопользовательский режим, в котором игрок соревнуется с ботами, управляемыми компьютером. Обновление в декабре 2016 года ввело «индивидуальное обучение», последовательности которые могут быть созданы игроками и которыми можно поделиться с другими на той же платформе; игроки могут указать путь мяча, а также присутствие и мастерство противников на поле, чтобы практиковать конкретные удары по воротам.
Через несколько месяцев после выхода Psyonix выпустила обновление, с добавленным режимом «мутаторы», изменив некоторые аспекты геймплея, такие как повышенная или пониженная гравитация, размер мяча, скорость мяча и прыгучесть. В праздничный сезон 2015 года другое обновление заменило матчи «мутаторов» на режим, вдохновленный хоккеем (называемый «снежный день»), играемый на ледовом катке, а мяч заменили хоккейной шайбой с другой физикой. Игроки высказали позитивное отношение к данному режиму, что он был продлен на несколько недель после праздничного сезона. «Снежный день» был постоянно добавлен в настройки мутатора для частных матчей игр 10 февраля 2016 года. «Обручи», игровой режим, основанный на баскетболе, был добавлен 26 апреля 2016 года. Отдельный режим «Rumble», который включает в себя необычные бонусы, такие как возможность заморозить мяч на месте или заставить одного противника испытывать трудности с управлением своей машиной, был добавлен 8 сентября 2016 года. Обновление в декабре 2016 года, известная как" Starbase ARC " (основанная на мобильной игре Psyonix ARC Squadron) добавила поддержку пользовательских арен для игроков Windows, поддерживаемых через Steam Workshop, наряду с другим новым контентом.

## Разработка игры
19 февраля 2014 года компания Psyonix подтвердила, что продолжением игры SARPBC станет Rocket League, которую IGN прокомментировал как «игра с более простым названием, чем SARPBC».
С февраля 2014 года игра находилась в состоянии закрытого alpha тестирования для PC , а позже и в двух закрытых beta тестированиях для PlayStation 4 с апреля 2015 и мая 2015..
3 июня 2015 года Psyonix объявляет официальную дату запуска игры для PS4 и PC — 7 июля 2015 года, а эксклюзивную машину Sweet Tooth (из серии Twisted Metal) можно будет открыть только в версии для PS4. Rocket League стала доступна в PSN на PS4 для Северной Америки, Европы и регионов Океании.
Музыкальный альбом к игре Rocket League стал доступен в разных изданиях 1 июля 2015 года. В него вошли оригинальные композиции звукового дизайнера Майка Олта из Psyonix и две композиции Hollywood Principle.
21 июля 2020 года разработчики объявили о переходе игры на free-to-play, до конца лета, а также уход с платформы Steam.

## Отзывы и критика
| Сводный рейтинг       | Сводный рейтинг                                        |
| Агрегатор             | Оценка                                                 |
| --------------------- | ------------------------------------------------------ |
| GameRankings          | (PS4) 87,16 % (XONE) 88,11 % (Switch) 86,20 %          |
| Metacritic            | (PC) 86/100 (PS4) 85/100 (XOne) 87/100 (Switch) 86/100 |
| Иноязычные издания    |                                                        |
| Издание               | Оценка                                                 |
| Destructoid           | 9/10                                                   |
| Eurogamer             | 6/10                                                   |
| Game Informer         | 9/10                                                   |
| GameRevolution        | [ 51 ]                                                 |
| GameSpot              | 9/10                                                   |
| GamesRadar+           | [ 53 ]                                                 |
| IGN                   | 8/10                                                   |
| Nintendo Life         | 9/10                                                   |
| Nintendo World Report | 9/10                                                   |
| PC Gamer (UK)         | 87/100                                                 |
| Polygon               | 9/10                                                   |
| USgamer               | [ 59 ]                                                 |
| VideoGamer            | 7/10                                                   |
| Push Square           | 9/10                                                   |
| Shacknews             | 8/10                                                   |
| Русскоязычные издания |                                                        |
| Издание               | Оценка                                                 |
| 3DNews                | 8/10                                                   |
| Gameplay              | 10/10                                                  |
| Gametech              | 10/10                                                  |
| GoHa.Ru               | 10/10                                                  |
| «IGN Россия»          | 8/10                                                   |
| PlayGround.ru         | 9/10                                                   |
| Riot Pixels           | 72 %                                                   |
| StopGame.ru           | «Похвально»                                            |
| «Игромания»           | 8,5/10                                                 |
| «Игры Mail.ru»        | 8/10                                                   |
| Награды               |                                                        |
| Издание               | Награда                                                |
| PlayStation Universe  | Best Sports Game of E3                                 |
| GamingTrend           | Best Multiplayer Game of E3                            |

Прием бета-версии игры был очень положительным, игру оценили как «захватывающая и забавная» и графику как «изумительно детализированная». После E3 2015, Rocket League получила множество номинаций и выиграла несколько наград, включая PlayStation Universe «Лучшая спортивная игра E3» и GamingTrend «Лучшая многопользовательская игра E3».
Rocket League получила в целом положительные отзывы, с большим количеством обозревателей, хвалящих мультиплеер, называя его забавным, простым и сильно захватывающим, а также одна из лучших конкурентоспособных игр последних лет. Некоторые отмечают, что простые основные понятия противоречат истинной глубине игры, которая происходит из развитого понимания «плавучий» физики, механики управления и тактической составляющей командной игры.
Rocket League получила премию BAFTA в области игр 2016 года в номинациях «Family», «Multiplayer» и «Sport», а 2017 году — в номинации «Evolving Game».

### Продажи
11 июля 2015 года Psyonix объявила, что в игре находилось от  120 000 до 124 000 игроков на PlayStation 4 и Windows. К 14 июля 2015 года игру скачали более 2 миллионов раз. Спустя три дня число скачиваний удвоилось до 4 миллионов.
К концу июля 2015 года количество скачиваний превысило 5 миллионов, а количество пользователей, находящихся в игре достигло 179 000 человек. В компании Psyonix заявили, что быстрый успех игры Rocket League сильно превзошёл их ожидания.
Летом 2018 года, благодаря уязвимости в защите Steam Web API, стало известно, что точное количество пользователей сервиса Steam, которые играли в игру хотя бы один раз, составляет 10 110 342 человек.